# Sultan Azlan Shah Cup
La Sultan Azlan Shah Cup est une compétition internationale de hockey sur gazon organisée tous les ans en Malaisie. La première édition a eu lieu en 1983. Ce tournoi porte le nom du neuvième Roi de Malaisie, le Sultan Azlan Shah, grand amateur de hockey sur gazon.

## Historique des éditions
| Année | Vainqueur            | Finaliste    | Troisième        |
| ----- | -------------------- | ------------ | ---------------- |
| 2018  | Australie            | Angleterre   | Argentine        |
| 2017  | Royaume-Uni          | Australie    | Inde             |
| 2016  | Australie            | Inde         | Nouvelle-Zélande |
| 2015  | Nouvelle-Zélande     | Australie    | Inde             |
| 2014  | Australie            | Malaisie     | Corée du Sud     |
| 2013  | Australie            | Malaisie     | Corée du Sud     |
| 2012  | Nouvelle-Zélande     | Argentine    | Inde             |
| 2011  | Australie            | Pakistan     | Royaume-Uni      |
| 2010  | Inde & Corée du Sud  |              | Australie        |
| 2009  | Inde                 | Malaisie     | Nouvelle-Zélande |
| 2008  | Argentine            | Inde         | Nouvelle-Zélande |
| 2007  | Australie            | Malaisie     | Inde             |
| 2006  | Pays-Bas             | Australie    | Inde             |
| 2005  | Australie            | Corée du Sud | Pakistan         |
| 2004  | Australie            | Pakistan     | Corée du Sud     |
| 2003  | Pakistan             | Allemagne    | Nouvelle-Zélande |
| 2001  | Allemagne            | Corée du Sud | Australie        |
| 2000  | Pakistan             | Corée du Sud | Inde             |
| 1999  | Pakistan             | Corée du Sud | Allemagne        |
| 1998  | Australie            | Allemagne    | Corée du Sud     |
| 1996  | Corée du Sud         | Australie    | Malaisie         |
| 1995  | Inde                 | Allemagne    | Nouvelle-Zélande |
| 1994  | Angleterre           | Pakistan     | Australie        |
| 1991  | Inde                 | Pakistan     | Union soviétique |
| 1987  | Allemagne de l'Ouest | Pakistan     | Royaume-Uni      |
| 1985  | Inde                 | Malaisie     | Pakistan         |
| 1983  | Australie            | Pakistan     | Inde             |